# グウィネス・パルトロー
グウィネス・ケイト・パルトロー（Gwyneth Kate Paltrow 、1972年9月27日 - ）は、アメリカ合衆国の女優、歌手。
疑似科学を宣伝しているとして批判されているライフスタイル企業「Goop」の創業者兼CEOである。

## 来歴・人物

### 生い立ち
カリフォルニア州ロサンゼルス出身。父はプロデューサーのブルース・パルトロー、母は女優のブライス・ダナー、弟は映画監督のジェイク・パルトロー。女優のキャサリン・メーニッヒはいとこにあたる。父親はアシュケナジム系ベラルーシ系ユダヤ人の家系、母親はペンシルベニア・ダッチ（ドイツ系アメリカ人）の家系のクエーカー教徒である 。
11歳の時にニューヨークへ移住。スペインに住んでいた時期もあり、スペイン語に堪能。父親の反対を押し切り、美術史を学ぶために進学したカリフォルニア大学サンタバーバラ校を中退、女優業に進む。

### キャリア
1991年にオーデションで『過ぎゆく夏』に初映画出演する。同年公開のスピルバーグ監督『フック』に幼い頃のウェンディ役で出演する。その後はテレビ映画など目立たない役が多かったが、1995年公開の『セブン』にブラッド・ピットの妻役で出演し注目を集める。
1998年『恋におちたシェイクスピア』で第71回アカデミー賞主演女優賞、第56回ゴールデングローブ賞 主演女優賞（ミュージカル・コメディ部門）などを受賞。同年の『ピープル』誌にて「最も美しい人々」の一人になる。
舞台『プルーフ』では英国イヴニング・スタンダード演劇賞とローレンス・オリヴィエ賞の候補になった。2005年には『プルーフ・オブ・マイ・ライフ』として映画化され、舞台と同じ役を演じた。
2013年に『ピープル』誌が選ぶ「最も美しい人2013年版」（Most Beautiful 2013）が発表され、トップに輝いた。

### 私生活

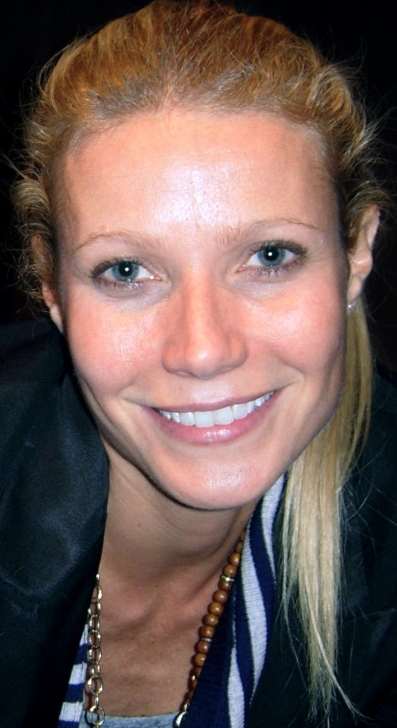
パルトロー（2010年）

パルトローは、著名な17世紀のポーランド・クラクフのラビ、ダーウィド・ハッレーウィー・セガールの子孫であり 、ロシアのラビの家系Paltrowitch家は数世代に渡って33人のラビを輩出した。彼女自身はユダヤ系の家系であることを誇りとしていると語っており、自らの父親の暖かさ・思いやりはユダヤ人の伝統に拠るところがあるとしている。
1994年、映画 『セブン』で共演したブラッド・ピットと1996年11月に婚約するが、1997年6月に破局。同年12月にベン・アフレックと交際を始めるが1998年に破局を発表。
その後もオンとオフを切り替えているといわれるほど恋愛歴を持ち、俳優のロバート・ショーン・レナード、ルーク・ウィルソン、ミュージシャンのブライアン・アダムス、映画監督のウォルター・セールス、俳優のスコット・スピードマンと交際していたが破局。
2003年12月、交際していたイギリスのロックバンド、コールドプレイのボーカル、クリス・マーティンの子供を妊娠したのを契機に結婚。2004年5月に長女を、2006年4月に長男を出産。結婚・出産後はロンドンに住んでいたが、2014年3月に離婚を発表した。
2018年1月、プロデューサーのブラッド・ファルチャックとの婚約を発表。同年9月、ハンプトンズで結婚式を挙げた。
マドンナを敬愛しており、また、親友同士でもあったが、後に決裂した。ウィノナ・ライダーとも友人だったが、後に絶縁している。皮肉にも、そのきっかけになったのがアカデミー賞の主演女優賞を受賞した『恋におちたシェイクスピア』だった。

#### 健康法、Goop

グウィネス・パルトローの健康とライフスタイルブランドGoop

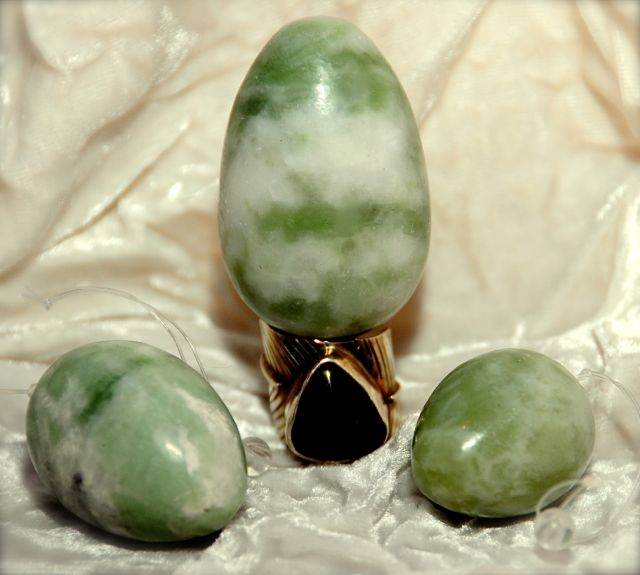
Goopが販売する膣に入れる卵型の翡翠

グウィネス・パルトローと彼女のライフスタイルブランド『Goop』は、高価な製品を紹介し、疑似科学に基づく治療法を宣伝し、その多くが有害な結果をもたらすとして科学界や医療関係者から非難されてきた。Goopという名称は彼女のイニシャル「GP」と、成功したウェブサイトには "o "が2つ付いていることが多いことから名付けられている。話題になった商品には、膣を浄化する「膣蒸し」、膣に入れる卵型の翡翠、コーヒー浣腸、NASAで開発された素材でできていると偽の主張をした「体内のエネルギー周波数のバランスを整える」着用型ステッカー「Body Vibes」などがある。膣蒸しについて、パルトロウは「赤外線とヨモギの蒸気の組み合わせで子宮を浄化する」と述べているが、そもそも膣は浄化する必要のない内臓の一部であり、子宮頸部を火傷する危険がある。また、最高66ドル（約7000円）の卵型の翡翠は「膣に入れると性的なエネルギーを高める」「ホルモンバランスが整い、月経周期が正常化する」「子宮脱を防ぎ、膀胱のコントロール力を高める」と主張しているが、オレゴン健康科学大学のマリア・イザベル・ロドリゲス博士は「翡翠の卵に効果があるという根拠は全くなく、膣の感染や外傷などの害をもたらす可能性がある」「膣やその他の生殖器官は、非常に賢く自己調節を行っており、膣洗浄や翡翠の卵、グウィネス・パルトロウからの干渉は必要ありません」と述べている。Stassa Edwardsは、Goopのマーケティングと小売戦略について、「終わりのない病」から利益を得ていると批判した。ブランドアナリストのジル・エイブリーは、批判を受けることで、Goopは「ブランドを強化し、顧客を引き寄せている」とし、Goopがフェミニズム、アジアの伝統医学や東洋哲学、反体制政治を利用していることを指摘している。パルトロウは、批判をウェブサイトのトラフィックの流入を引き起こす「文化的な火種」と位置づけ、「その眼球をマネタイズできる」と述べている。パルトロウは、「高価すぎる」という批判に対しては、そのような商品や推奨は「向上心、憧れ」だと述べ、商品は低価格帯では作れないと反論している。
- 2004年、パルトロウはカッピング療法を実践し、背中にあざを作りながら映画の試写会に出席した[28]。2013年には超越瞑想を実践していた[29][30]。2017年には、医療用ヒルに顔の血液を吸わせてデトックス効果を図るフェイシャル・エステを受けている[31]。
- 2008年9月、パルトロウは、健康とライフスタイルのブランド『goop（グープ）』を設立した[2][1]。Goopは、「白い食べ物を排除する」などのアドバイスを毎週配信するメールマガジンとしてスタートした[32][33]。Goopが販売する多くの製品、およびブログ記事は、有害で効果がない「蛇の油（医療詐欺）」だとして批判されている[34][35]。

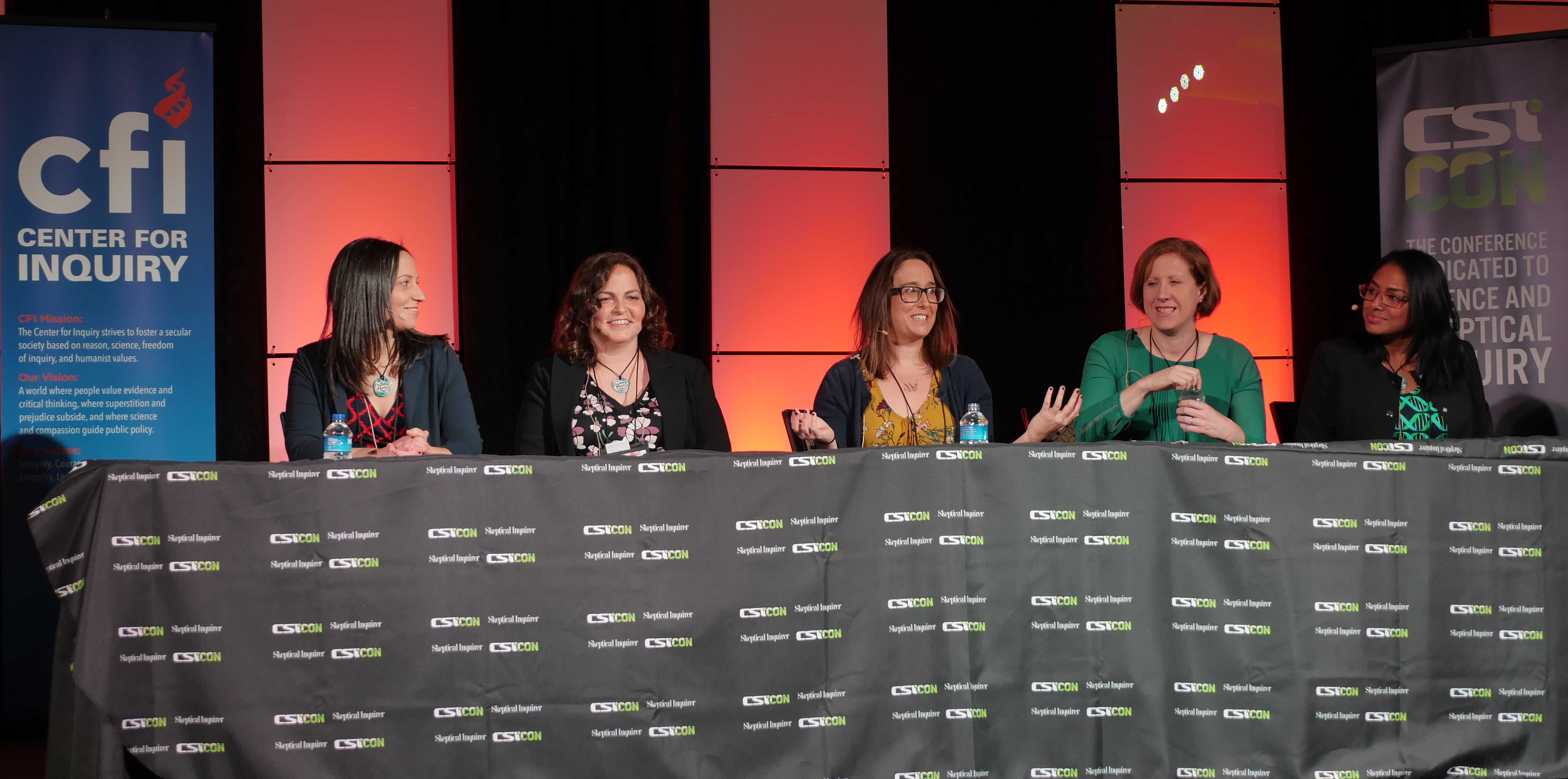
映画『サイエンス・ママ』のアメリカでの初公開は、Center For Inquiryが運営する科学的懐疑主義の会議、CSICon2017で行われた。CSICon2017での上映後のパネルディスカッションの様子

- 2010年、パルトロウは、マクロビオティックなどの偏った食生活と、肌のために日光を避けていたことにより、37歳で骨粗鬆症と診断された[31]。
- 2015年、パルトロウなどセレブの母親が、遺伝子組み換え作物に反対していることに対し、科学者やサイエンスコミュニケーターの母親たちから否定的な反応があったことから、ドキュメンタリー映画『サイエンス・ママ』が制作された[36][37]。この映画は、子どもの健康と栄養に関する科学的根拠に基づいた意思決定を提唱する母親たちを描いたものであり、セレブが推奨する健康法、オーガニックフード、遺伝子組み換え作物、ワクチン、自閉症、がん、アレルギー、ホメオパシー、合成より自然が安全、などの誤謬を扱っている[38][39]。映画に登場する科学者の母親は、「セレブは美しく、憧れのライフスタイルを持っている。...しかし、彼らの子育てのアドバイスを無批判に受けいれるべきではない。出産したからといって、『ママの直観』が正しいとは限らず、科学的根拠が必要である」と述べている[40]。
- 2016 年、Goopで最も検索された言葉は「デトックス」だった[41]。

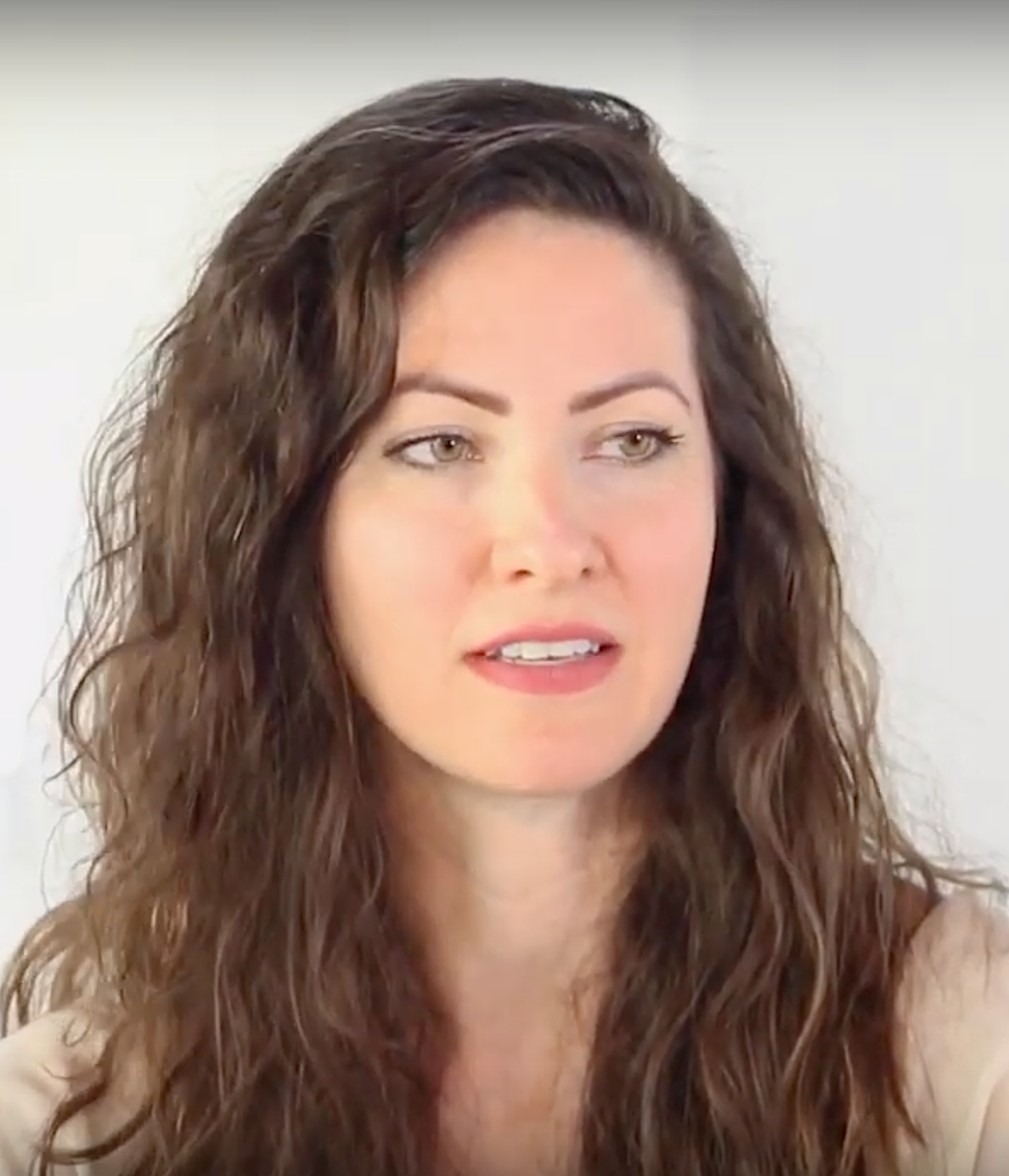
Goopのウェルネス・サミットのパネリストには、ワクチン懐疑論者のケリー・ブローガンも含まれている

- 2017年6月、Goopは初のウェルネス・サミットを開催し[42]、2018年1月に第2回の「In Goop Health」サミットがニューヨークで開催された[43][44]。パネリストには、ワクチン接種や治療薬の有効性に異議を唱え、新型コロナウイルスは存在せず、パンデミックは計画されたものなどの陰謀論を推進しているケリー・ブローガンも含まれていた[45][46]。ブローガンは、Goopで健康について執筆し、いくつかのGoopのイベントで専門家として紹介されている[47][45][48]。
- 2017年、Goop はサプリメント市場に参入し、遺伝子組み換え作物（GMO）やグルテンフリーの商品を発売した[49][50][51]。9月には雑誌を創刊したが、2号で廃刊になった[52][53]。廃刊のきっかけは、ジャーナリストたちが、Goopの専門家と呼ばれる人たちの根拠のない主張を事実確認するよう主張したことだった[1]。雑誌の中で自然療法医は、体内の寄生虫を一掃するために8日間、生のヤギのミルクだけを食べたり飲んだりするように読者に勧めていた[1]。
- 2017年10月、Goopは 、The Skepticから「最も大胆な疑似科学」に贈られる「Rusty Razor賞」を授与された[54]。この賞は読者投票によって決定され、Goopは圧倒的な差で受賞した[54]。
- 2017年8月、消費者擁護団体「Truth in Advertising」は、Goopの51製品の疑似科学的な健康強調表示を調査した後、カリフォルニア州に訴状を提出した[1][55][56]。その中には、ある女性が2度の火傷を報告した「子宮を浄化する」よもぎの膣蒸しや、性欲を改善するサプリメントなどが含まれていた[1]。2018年9月、Goopは、この訴訟で和解し、膣に挿入する卵型の翡翠やフラワーエッセンスなどについて根拠のない主張を行ったとして、罰金14万5000ドル（約1600万円）を支払い、顧客への返金、および「その主張を証明する質の高い科学的証拠ない場合は、5年間、自社製品の有効性や効果に関するいかなる主張も行わない」という命令に同意した[57][20][58]。2020年1月、Truth in Advertisingは、Goopが「有効性を主張しない」ことに同意した後も、詐欺的なマーケティングを続けているとして、カリフォルニア州の地方裁判所に再告発した[59][60]。訴状によると、Goopは自社製品が不安、うつ、強迫性障害などの症状を治療することが「臨床的に証明されている」と主張していた[59][60]。

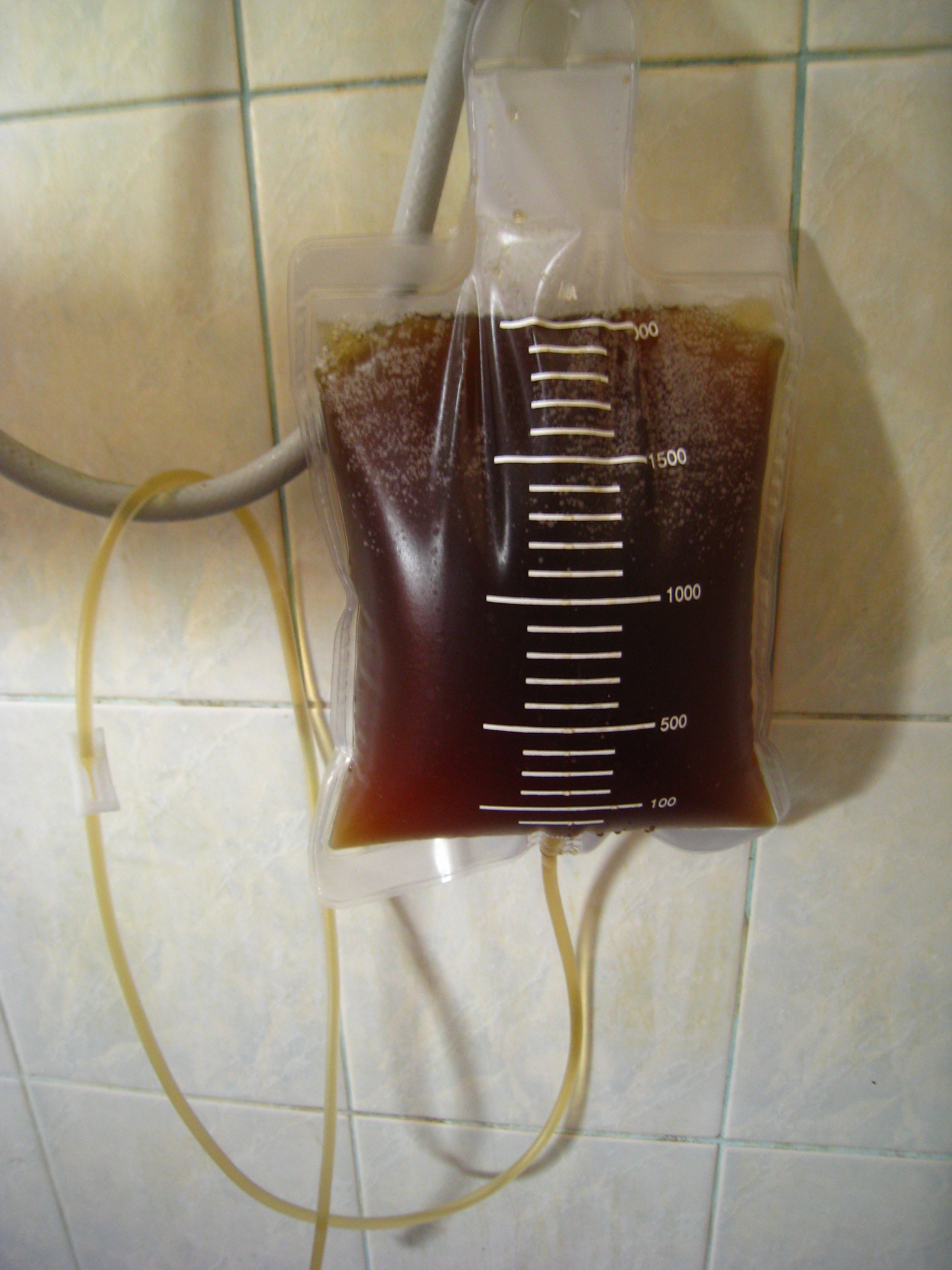
Goopは、潜在的に有害なコーヒー浣腸を健康効果があると宣伝している

- 2018年10月、「Good Thinking Society」は、Goopがイギリスの113以上の広告法に違反しているとして、同社をイギリス取引基準局とイギリス広告基準局に報告した[61]。Good Thinking Societyのプロジェクトマネージャーは、「グウィネス・パルトロウのGoopの製品について、健康に関するアドバイスの一部が潜在的に危険であることを考えると、証明されていない主張を大量に行っていることは衝撃的である」「グウィネス・パルトロウは善意を持っているかもしれないが、彼女と彼女の会社は、明らかに顧客を誤解させるような主張で製品を販売している」「グウィネス・パルトロウが、自分の製品に対して十分な証拠を提供できないのであれば、彼女はそのような主張をするべきではない」と語っている[61]。
- 2020年1月、パルトロウは、Goopより「This Smells Like My Vagina（私のヴァギナの香り）」という75ドル（約1万円）のキャンドルを販売した[62]。このキャンドルはすぐに売り切れて、eBayで高値で転売された[63][64]。
- 2020年1月24日、Netflixはドキュメンタリーシリーズ『The Goop Lab』を公開した[65][66][67]。この6部構成の番組では、Goopを宣伝し、エネルギーヒーリング、幻覚剤の使用、寒冷療法、アンチエイジング、霊媒、女性のセクシュアリティにおける疑似科学的なトピックを扱っている[65][66][67]。2020年、『The Goop Lab』は批評家が選ぶリアルTV賞で、 2部門「（パルトロウが）最優秀女性スター賞」「Best Lifestyle Show:Fashion/Beauty」にノミネートされた[68]。このシリーズは医学的・科学的な誤情報に関する論争を巻き起こし、批評家は、「疑似科学の勝利」 であると批判した[69][70]。Bob Nygaardは、「パルトロウが自称超能力者を宣伝することの重大さを理解しているかどうかは分からないが、『The Goop Lab』のエピソード「あなたは直観力がありますか？」が、より弱い立場の人々が詐欺に遭う可能性を高めることを恐れている」と述べた[71]。
- 2021年1月、パルトロウが、Long COVID（コロナ後遺症）に悩まされおり、「疲労と脳の霧」が残っていると報じられた[1]。彼女はそれに対して、無糖の紅茶キノコ、ケトン食と植物ベースの食事（砂糖やアルコールを含まない）、毎日11時までの断食、赤外線サウナの利用を含む治療法を紹介した[1]。この治療法は、NHSイングランドのスティーブン・パウイス教授によって批判された[1][72]。
- 2022年、日本で、初めてのGoopの実店舗が六本木に期間限定でオープンし、2023年にはフラッグシップストアのオープンも計画されている[73]。goop japanは、「もっと学んで自分の考えでものを買う、意識の高い人たちを増やしたい」と述べている[62]。

## 主な出演作品

### 映画
| 年   | 題名                                                                              | 役名                                 | 備考 | 吹き替え                                    |
| ---- | --------------------------------------------------------------------------------- | ------------------------------------ | --- | ------------------------------------------- |
| 1991 | 過ぎゆく夏 Shout                                                                  | レベッカ                             | |                                             |
| 1991 | フック Hook                                                                       | 若き日のウェンディ・ダーリング       | TBA |                                             |
| 1993 | デッドリー・ファーザー Deadly Relations                                           | キャロル・アン・ファゴット           | テレビ映画 |                                             |
| 1993 | 冷たい月を抱く女 Malice                                                           | ポーラ・ベル                         | | TBA                                         |
| 1993 | フレッシュ・アンド・ボーン 〜渇いた愛のゆくえ〜 Flesh and Bone                    | ジニー                               | 日本劇場未公開 | 田中敦子                                    |
| 1994 | ミセス・パーカー/ジャズエイジの華 Mrs. Parker and the Vicious Circle              | ポーラ・ハント                       | | （吹き替え版なし）                          |
| 1995 | ハイヤー・ラーニング Higher Learning                                              | 学生                                 | クレジット表記なし 日本劇場未公開                                                                                      | （吹き替え版なし）                          |
| 1995 | ジェファソン・イン・パリ/若き大統領の恋 Jefferson in Paris                        | パッツィ・ジェファソン               | | （吹き替え版なし）                          |
| 1995 | セブン Se7en                                                                      | トレイシー・ミルズ                   | 金沢映子 （ソフト版） 日野由利加（フジテレビ版） 田中敦子（テレビ東京版） 大坂史子（テレビ朝日版）                     |                                             |
| 1995 | ムーンライト&ヴァレンチノ Moonlight and Valentino                                 | ルーシー・トレガー                   | 岡本麻弥 |                                             |
| 1996 | ハードエイト Hard Eight                                                           | クレメンタイン                       | 日本劇場未公開 | （吹き替え版なし）                          |
| 1996 | ハッピィブルー The Pallbearer                                                     | ジュリー・デマルコ                   | | 佐々木優子                                  |
| 1996 | Emma エマ Emma                                                                    | エマ・ウッドハウス                   | 小松由佳 |                                             |
| 1998 | Out of the Past                                                                   | サラ・オルネ・ジュウィット           | 声の出演 日本未公開 | N/A                                         |
| 1998 | スライディング・ドア Sliding Doors                                                | ヘレン                               | | 渡辺美佐                                    |
| 1998 | 大いなる遺産 Great Expectations                                                   | エステラ                             | 麻生侑里（ソフト版） 山崎美貴（機内上映版）                                                                            |                                             |
| 1998 | 沈黙のジェラシー Hush                                                             | ヘレン・バリング                     | 田中敦子 |                                             |
| 1998 | ダイヤルM A Perfect Murder                                                        | エミリー・ブラッドフォード・テイラー | 田中敦子（ソフト版） 山崎美貴（日本テレビ版） 深見梨加（テレビ朝日版）                                                 |                                             |
| 1998 | 恋におちたシェイクスピア Shakespeare in Love                                      | ヴァイオラ・デ・レセップス           | キネマ旬報ベスト･テン 第1位 アカデミー主演女優賞受賞 ゴールデングローブ賞 主演女優賞（ミュージカル・コメディ部門）受賞 | 山崎美貴                                    |
| 1999 | リプリー The Talented Mr. Ripley                                                  | マージ・シャーウッド                 | | （吹き替え版なし）                          |
| 2000 | インターン The Intern                                                             | 本人                                 | クレジット表記なし 日本劇場未公開                                                                                      |                                             |
| 2000 | デュエット Duets                                                                  | リヴ                                 | |                                             |
| 2000 | 偶然の恋人 Bounce                                                                 | アビー・ジャネーロ                   | 山崎美貴 |                                             |
| 2001 | アニバーサリーの夜に The Anniversary Party                                        | スカイ・デイヴィッドソン             | 岡寛恵 |                                             |
| 2001 | ザ・ロイヤル・テネンバウムズ The Royal Tenenbaums                                 | マーゴット・テネンバウム             | 五十嵐麗 |                                             |
| 2001 | 愛しのローズマリー Shallow Hal                                                    | ローズマリー・シャナハン             | 山崎美貴 |                                             |
| 2002 | デブラ・ウィンガーを探して Searching for Debra Winger                             | 本人                                 | ドキュメンタリー映画                                                                                                   |                                             |
| 2002 | オースティン・パワーズ ゴールドメンバー Austin Powers in Goldmember               | 本人                                 | カメオ出演 | 堀江真理子                                  |
| 2002 | 抱擁 Possession                                                                   | モード・ベイリー                     | | 田中敦子                                    |
| 2003 | ハッピー・フライト View from the Top                                              | ドナ・ジェンセン                     | 山崎美貴 |                                             |
| 2003 | シルヴィア Sylvia                                                                 | シルヴィア・プラス                   | （吹き替え版なし） |                                             |
| 2004 | スカイキャプテン ワールド・オブ・トゥモロー Sky Captain and the World of Tomorrow | ポリー・パーキンス                   | 渡辺美佐 |                                             |
| 2005 | プルーフ・オブ・マイ・ライフ Proof                                                | キャサリン                           | ゴールデングローブ賞 主演女優賞（ドラマ部門）ノミネート                                                                | 林真里花（ソフト版） 山崎美貴（機内上映版） |
| 2006 | Infamous                                                                          | キティ・ディーン                     | 日本劇場未公開 | N/A                                         |
| 2006 | 私の婚活恋愛術 Love and Other Disasters                                           | ハリウッド・ジャック                 | 日本劇場未公開 | 葛城七穂                                    |
| 2006 | ハサミを持って突っ走る Running with Scissors                                      | ホープ・フィンチ                     | 日本劇場未公開 | 林真里花                                    |
| 2007 | 恋愛上手になるために The Good Night                                               | ドーラ                               | | （吹き替え版なし）                          |
| 2008 | アイアンマン Iron Man                                                             | ペッパー・ポッツ                     | 岡寛恵（劇場公開・機内上映版） 田中敦子（テレビ朝日版）                                                                |                                             |
| 2008 | トゥー・ラバーズ Two Lovers                                                       | ミシェル・ラウシュ                   | （吹き替え版なし） |                                             |
| 2010 | アイアンマン2 Iron Man 2                                                          | ペッパー・ポッツ                     | 岡寛恵（劇場公開版） 田中敦子（テレビ朝日版）                                                                          |                                             |
| 2010 | カントリー・ストロング Country Strong                                             | ケリー・キャンター                   | （吹き替え版なし） |                                             |
| 2011 | コンテイジョン Contagion                                                          | ベス・エンホフ                       | 本田貴子 |                                             |
| 2012 | アベンジャーズ The Avengers                                                       | ペッパー・ポッツ                     | 岡寛恵 |                                             |
| 2012 | 恋人はセックス依存症 Thanks for Sharing                                           | フィービー                           | 加良まゆみ |                                             |
| 2013 | アイアンマン3 Iron Man 3                                                          | ペッパー・ポッツ                     | 岡寛恵 |                                             |
| 2015 | チャーリー・モルデカイ 華麗なる名画の秘密 Mortdecai                               | ジョアンナ・モルデカイ               | 岡寛恵 |                                             |
| 2017 | スパイダーマン:ホームカミング Spider-Man: Homecoming                              | ペッパー・ポッツ                     | 岡寛恵 | カメオ出演                                  |
| 2018 | アベンジャーズ/インフィニティ・ウォー Avengers: Infinity War                      | ペッパー・ポッツ                     | 岡寛恵 |                                             |
| 2019 | アベンジャーズ/エンドゲーム Avengers Endgame                                      | ペッパー・ポッツ                     | 小林さやか |                                             |
| 2022 | SHE SAID/シー・セッド その名を暴け She Said                                       | 本人                                 | 声の出演 |                                             |

### テレビシリーズ
| 放映年          | 邦題 原題                                                              | 役名                   | 備考                                                | 吹き替え |
| --------------- | ---------------------------------------------------------------------- | ---------------------- | --------------------------------------------------- | -------- |
| 2008            | Spain... on the road Again                                             | 本人                   | 計13話出演                                          | N/A      |
| 2010-2011, 2014 | glee/グリー Glee                                                       | ホリー・ホリデイ       | 計5話出演                                           | 宮島依里 |
| 2012            | New Normal おにゅ〜な家族のカタチ The New Normal                       | Abby                   | 計1話出演                                           |          |
| 2019            | ザ・シェフ・ショー 〜だから料理は楽しい!〜 The Chef Show               | 本人                   | Netflixオリジナル作品 「グウィネス・パルトロー/他」 | 田中敦子 |
| 2019-           | ザ・ポリティシャン The Politician                                      | ジョージーナ・ホバート | Netflixオリジナル作品 メイン 兼製作総指揮           | 宮島依里 |
| 2020            | グウィネス・パルトローのグープ・ラボ The Goop Lab with Gwyneth Paltrow | 本人                   | Netflixオリジナル作品 兼製作総指揮                  | 宮島依里 |

## 日本語吹き替え
山崎美貴、岡寛恵、田中敦子が多くの作品で担当している。